# Euploea coracina
Euploea coracina är en fjärilsart som beskrevs av Carl Heinrich Hopffer 1874. Euploea coracina ingår i släktet Euploea och familjen praktfjärilar. Inga underarter finns listade i Catalogue of Life.